# Kalasin Town Municipality Stadium
Das Kalasin Town Municipality Stadium oder Kalasin Province Stadium (Thai สนามเทศบาลเมืองกาฬสินธุ์ หรือ สนามกีฬากลางจ.กาฬสินธุ์) ist ein Mehrzweckstadion in Kalasin in der Provinz Kalasin, Thailand. Es wird derzeit hauptsächlich für Fußballspiele genutzt und ist das Heimstadion vom Viertligisten Kalasin Football Club. Das Stadion hat eine Kapazität von 5000 Personen. Eigentümer und Betreiber des Stadions ist die Kalasin Town Municipality.

## Nutzer des Stadions
| Verein     | Zeitraum der Nutzung |
| ---------- | -------------------- |
| Kalasin FC | 2010 bis heute       |